# Мунтжакові
Мунтжакові (Muntiacini або Muntiacinae) — група парнокопитних ссавців родини оленеві (Cervidae), що розглядається у ранзі триби або підродини.

## Класифікація
- Elaphodus
  - Elaphodus cephalophus
- Muntiacus
  - Muntiacus atherodes
  - Muntiacus crinifrons
  - Muntiacus feae
  - Muntiacus gongshanensis
  - Muntiacus montanus
  - Muntiacus muntjak
  - Muntiacus puhoatensis
  - Muntiacus putaoensis
  - Мунтжак китайський (Muntiacus reevesi)
  - Muntiacus rooseveltorum
  - Muntiacus truongsonensis
  - Muntiacus vuquangensis